# Carl Henry
Pour les articles homonymes, voir Henry.
Carl Henry, né le 16 août 1960 à Hollis, Oklahoma, est un ancien joueur américain de basket-ball.

## Biographie
Après le lycée, il entreprend sa formation universitaire aux Stars d'Oklahoma City puis obtient, après une année redshirt, son transfert aux Jayhawks du Kansas. Il y est deux fois meilleur marqueur de son équipe avec 16,8 points en junior et 17,4 points en senior. Il y rencontre son épouse, qui était membre de l'équipe féminine. Carl Henry est sélectionné par les Kings de Kansas City au 80e rang  de la draft 1984. Non conservé la première année, il signe en CBA avec Puerto Rico Coquis.
Il est signé par les Kings de Sacramento (le nouveau nom de la franchise qui l'avait drafté) pour la saison NBA 1985-1986. Il entre 28 fois en jeu en saison régulière (2,8 points et 0,7 rebond par rencontre) et une fois en play-offs.
Il devient après sa carrière coach en AAU basketball et entraîneur personnel pour des prospects.
Après une unique saison aux Jayhawks avec 13,4 points en 2009-10, son fils Xavier Henry né en Belgique est le 12e choix de la Draft 2010 de la NBA, alors que son autre fils, C. J. Henry, a également joué aux Jayhawks avant de  tenter une carrière dans le baseball.